# Famille de Montalais
Pour les articles homonymes, voir Montalais.
La famille de Montalais, famille d'origine angevine et d'ancienne chevalerie.

## Histoire
Puissante famille angevine du XIVe au XVIIe siècle, elle est connue depuis Monsour Philippe de Montalais, mari de Thomasse de Chemillé, cité au chartrier de la Roë dès 1312. Les féages de Forges (Châtelain), la terre des Puisiers (Ruillé-Froidfont), puis la Cour de Fromentières dont l'église possède une clef de voûte à leurs armes, le Buharay, la Bréteucherie, le Parc d'Avaugour, etc., appartinrent à des descendants dont le principal titre était la seigneurie de Chambellay. Elle fut également possessionnée des terres de Brétignolle, Tessecourt et Vernée à Champteussé-sur-Baconne, Daon, Marigné, Querré, Sceaux et Vern d'Anjou.

## Personnalités
- Mathurin de Montalais, mari de Jeanne de la Jaille, fut chambellan du roi, qui lui accorda droit de pêcherie dans la Mayenne, en 1480 ; maître et réformateur des forêts d'Anjou, 1480, 1492 ;
- Robert de Montalais, fils de Mathurin de Montalais, seigneur de Chambellay et de Fromentières, et de Renée de Goulaine, partagé par son père en 1534, laissa veuve avant 1567 Françoise du Puy-du-Fou, qui convola avec Jean de Leaumont, connu sous le nom de Capitaine du Puygaillard ;
- François de Montalais, fils du précédent, mari de Jacqueline du Bueil[1],[2], fut gentilhomme de la chambre du roi Henri III, 1581, 1584, enseigne de la compagnie du seigneur de Bueil-Fontaine et chevalier de l'ordre de Saint-Michel, 1583 ;
- Mathurin de Montalais, frère de Robert, conseiller et aumônier du roi, abbé du Gué de Launay, pourvu de l'abbaye de Saint-Melaine au mois de juin 1575, expose au roi (12 mars 1578) que sa pauvre petite abbaye bretonne a été pillée par les calvinistes. Un de ses successeurs l'accuse d'avoir dilapidé le monastère et d'en avoir fait disparaître les titres, accusation calomnieuse. Il prit part aux Assemblées des États de Bretagne en 1576, 1588, assista au Concile de Tours, 1583, et pendant la période critique de 1590 à 1597. Il avait le titre de député sédentaire de Bretagne dans l'ordre du clergé aux États de Bretagne de 1592. Il présida à toutes les assemblées des royaux à Rennes, prenant sous sa responsabilité les décisions qui rendaient nécessaires pour le service du roi la menace continuelle des ligueurs. Après la paix, il contribua efficacement à l'établissement des Jésuites de Rennes, mourut le 12 janvier 1603, âgé de 78 ans et fut enterré dans son abbaye ;
- Françoise de Montalais, épouse de René de Bueil, comte de Sancerre, comte de Marans, baron de Châteaux. Ils eurent cinq enfants, dont l'aîné, Jean de Bueil, épousera en 1660 sa cousine germaine Françoise-Charlotte de Montalais, dame de Vernée, fille aînée de Pierre de Montalais, seigneur de Chambellay, et de Renée Le Clerc de Sautré ;
- Mathurin de Montalais, neveu et principal héritier du précédent, seigneur de Fromentières, vicomte de Guer, baron du Plessis de Ker, était capitaine de 50 hommes d'armes. Il prit aussi parti parmi les royaux, mais resta catholique. Ses nombreux enfants sont baptisés à Fromentières, tenus sur les fonts par René du Bellay, baron de la Flotte, Lancelot de Quatrebarbes , Josias de Bouillé, etc. Nommé gouverneur du duché de Beaumont par Henri IV, 1605, il l'était encore en 1618, mourait au Château de la Cour de Fromentières qu'il avait fait construire le 30 janvier 1631 et était inhumé dans l'église à minuit. Anne Le Voyer, sa femme, accusée par ses enfants d'avoir contracté des dettes en haine de sa famille, interdite, mourut au mois de février 1633 ;
- Françoise de Montalais ;
- Nicole-Anne Constance de Montalais, fille de Pierre de Montalais, monsieur Chambellay et de Renée Le Clerc de Sautré, sœur de Françoise Charlotte de Montalais ;
- Anne de Montalais , sœur de la précédente, élevée en l'abbaye du Pré par Jeanne de Montalais, sa grand-tante. Elle était la cousine germaine de Marie de Hautefort, leurs mères Catherine et Anne Le Vayer étant sœurs. La maîtresse de Louis XIII l'avait eue près d'elle dans son enfance, puis au temps, de sa faveur, elle l'avait fait venir à Paris au Couvent des Dix-Vertus où (la jeune religieuse) fit admirer les siennes. Elle professe en l'abbaye de la Perrine, puis coadjutrice de l'abbesse du Pré depuis 1644. Elle fut nommée abbesse du Pré en 1661, consacrée par Philibert-Emmanuel de Beaumanoir le 7 novembre 1666, gouverna l'abbaye et mourut âgée de 72 ans le 11 mai 1672. Son oraison funèbre, prononcée le 14 juin 1672 par Jean Pélisson, fut imprimée par H. Ollivier, au Mans (in 8, 44 p.) ;
- Gabriel de Montalais, fils de Mathurin de Montalais et d'Anne Le Voyer, mort jeune à Metz en 1632, et qui nommait enfant, en 1625, la cloche de la chapelle du Bourgneuf en Fromentières.

L'abbé Ménage fait dériver Montalais de Multis legibus. Une terre de Jarzé nommé Montalais, et au XIe siècle de Monte Alivo donne une étymologie meilleure[pas clair].

## Héraldique

Armes des Montalais

Les armes de la famille se blasonnent ainsi :
- D'or à trois chevrons d'azur à la fasce de gueules brochante[réf. nécessaire] (ci-dessus).
- D'or à trois chevrons de gueules traversés d'une fasce d'azur.[3]
- D'argent à trois chevrons de gueules et une fasce d'azur brochant sur le tout.[3]
- D'or à trois chevrons renversés d'azur.[4]

Devise : Vincere aut mori.[réf. nécessaire]

### Fonds d'archives
- Archives départementales de la Mayenne, B. 2.272, 2.314 ;